# Girolamo Cialdieri

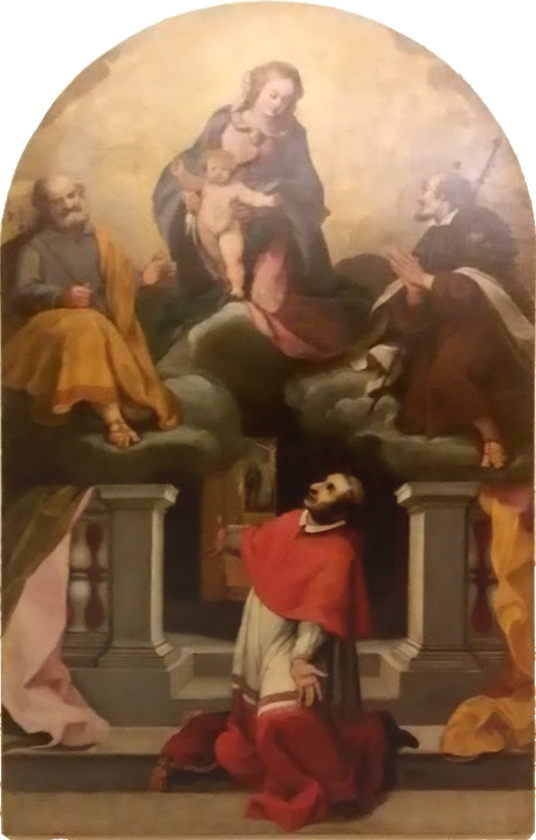
Vergine e il Bambino con san Giuseppe e beato Amato Ronconi in gloria venerati da san Carlo Borromeo, di Girolamo Cialdieri (1621)

Girolamo Cialdieri (Urbino, 28 ottobre 1593 – Urbino, 1680) è stato un pittore italiano del periodo Barocco.

## Biografia
Nato ad Urbino, fu un allievo del veronese Ridolfi.
Era figlio di Chiara Maggiotti e di Bartolomeo, doratore e pittore vicino al Barocci attivo tra il 1600 e il 1639. Non sono note collaborazioni tra padre e figlio, anche se è probabile che proprio il padre, riconosciuta nel giovane Girolamo la predisposizione artistica, lo abbia indirizzato presso il Ridolfi, quest'ultimo stabilitosi nella città di Urbino in seguito al matrimonio.
Durante gli anni apprendistato Cialdieri ricoprì cariche di rilievo nella Compagnia di S. Antonio Abate: a soli quindici anni venne nominato consigliere della Compagnia; il 14 giugno 1620 ne divenne sottopriore.
Il Cialdieri si impegnò anche come architetto, attività della quale sono rimasti i disegni eseguiti nel 1628 per la sede della confraternita del Corpus domini di Urbino, demolita un secolo più tardi.
Luigi Lanzi descrisse il Cialdieri come possessore di una grande abilità nella mano, piacevole nei colori e ne apprezzava il gusto nell'introduzione delle figure di fondo, nei paesaggi come nelle architetture.

## Opere
Tra le opere giovanili, dove è evidente l'influsso del maestro, si hanno l’Adorazione dei Magi, la Presentazione del Bambino e la Disputa di Gesù con i dottori ora presso la Galleria nazionale delle Marche a Urbino, nonché la Vergine e il Bambino con san Giuseppe e il beato Amato in gloria venerati da san Carlo Borromeo e la Natività della Vergine Maria presso il museo di Saludecio.
Attorno al 1625 realizza la Beata Vergine col Bambino, gli angeli, i Santi Mauro e Severo, la città di Cesena e i martiri Eugario, Firmio, Genesio e Concordia, conservata presso il Duomo di Cesena e proveniente dalla distrutta chiesa di San Severo, mentre attorno al 1627 realizza un complesso di tele della chiesa di S. Paolo a Urbino e la Madonna in gloria presso la chiesa di Santa Chiara a Urbania, dove comincia ad acquisire un linguaggio autonomo.
Dieci anni più tardi ottiene la commissione per l'affresco del soffitto della piccola chiesa dello Santo Spirito a Urbino, opera che spiccherà per 
la particolare vivacità della composizione e della scelta coloristica e per la resa del rapporto tra le figure in primo piano e il fondo, sia architettonico che paesaggistico.
Tra le altre opere si annoverano il Martirio di San Giovanni presso la basilica di San Bartolomeo all'Isola a Roma, l’Immacolata e l’Agnello mistico ed i Simboli evangelici nella chiesetta di Madonna dell’Homo ad Urbino, gli affreschi su la vita di San Giuseppe nella chiesa di San Giuseppe a Cagli, la Madonna del Rosario nel santuario di Pelingo ad Acqualagna, la Madonna di Loreto nel palazzo Tiranni-Castracane a Cagli, la Vergine lauretana e i santi Rocco di Montpellier e Lucia di Siracusa e Sebastiano martire al museo Diocesano di Cagli, l’Ultima cena nella pinacoteca civica Vernarecci a Fossombrone, la Fuga in Egitto nella chiesa dell’Annunziata nell'Isola del Piano, l’Ultima cena nella chiesa della Santa Maria del Soccorso a Montemaggiore al Metauro, la Deposizione di Gesù Cristo dalla croce nella chiesa di Santo Stefano a Piobbico e la Madonna con Bambino ed i Santi Gregorio ed Antonio Abate nel museo diocesano Albani a Urbino. Oltre ai soffitti affrescati nel piano nobile di palazzo Veterani in Urbino, uno raffigurante il Parnaso e l'altro un'Aurora.